# Lamellinucula dunedinensis
Lamellinucula dunedinensis är en musselart som först beskrevs av Harold John Finlay 1928.  Lamellinucula dunedinensis ingår i släktet Lamellinucula och familjen nötmusslor. Inga underarter finns listade i Catalogue of Life.